# Постышев, Леонид Павлович
Леонид Павлович Постышев (22 мая 1920, Хабаровск — 1 сентября 2008, Москва) — экономист, известный исследованиями в области применения математических методов для формализации отдельных процессов экономики.
Сын партийного и государственного деятеля П. П. Постышева. Был репрессирован как член семьи изменника Родины (ЧСИР). Реабилитирован в 1955 году. Входил в группу математиков, начинавших использование для экономических расчётов одной из первых отечественных ЭВМ М-2. Автор научных работ и воспоминаний об отце.

## Биография
Происходил из семьи активных членов РКП(б), участников партийного подполья и партизанского движения в 1918—1922 годах на Дальнем Востоке. Отец — Павел Петрович Постышев (1887—1939), мать — Татьяна Семёновна Постоловская (1899—1938).
Родился 22 мая 1920 года в Хабаровске при драматических обстоятельствах, связанных с предпринятой японскими войсками (вопреки достигнутому соглашению о перемирии) попыткой 4-5 апреля 1920 года атаковать партизан и захватить город. Комиссару партизанского отряда, «несгибаемому большевику» П. П. Постышеву и его жене, находившейся на восьмом месяце беременности, удалось избежать верной гибели и, как он вспоминал позднее, их «миновала та ужасная беда, когда я хотел собственными руками застрелить свою жену», чтобы избавить её от неминуемой зверской расправы в контрразведке.
Первый партизанский Тунгусский отряд // Павел Постышев: воспоминания, выступления, письма – М.: Политиздат, 1987. – 400 с. – С. 87-118

…Я взял жену и пошел с ней на квартиру. Квартира моя находилась на третьем этаже. Я запер все двери… Жена поняла в чем дело… Я, улыбнувшись, сказал ей: «Не беспокойся, прятание не поможет. Уйти бы только тебе отсюда, а я запрусь и при первой попытке японцев достать меня буду отбиваться: живой я не дамся». Она отрицательно покачала головой и сказала: «Я знаю зверства японцев, как они насилуют женщин, издеваются над ними. Я не уйду от тебя, я умру с тобой».

Я не мог заставить ее уйти, да и поздно уже было. Уговорились, что при первой попытке ворваться к нам мы будем отстреливаться и покончим с собой при первой же неудаче. Я чувствовал свое безнадежное положение, видел, что выхода для меня больше нет. Меня занимала одна мысль: не дать на истерзание японцам и белогвардейцам жену. А для этого надо было покончить первоначально с женой, но так, чтобы она не видела и не чувствовала этого. Я начал следить за ней. В это время раздались по лестнице шаги.

Я подошел к окну, выходящему на лестницу. Оно было за решеткой и закрыто занавеской, так что проникнуть в него не было возможности. Вижу — идут по лестнице два японца и один русский, очевидно белогвардеец. Подошли к двери, начали стучать — мы молчим. Пытаются открыть дверь — мы молчим. Тогда они пошли назад, а через несколько минут вернулись обратно. Но теперь уже пришло четверо японцев и двое русских с каким-то инструментом вроде лома. Жена подошла к окну, выходящему во двор. Я хотел в это время поднять руку с [56] револьвером в ее сторону, как она мне крикнула: «Партизаны!» У меня выпал из рук револьвер, я бросился к ней и вижу: около двух десятков партизан перебегают редкой цепью двор корпуса. Японцы быстро сняли оцепление вокруг этого здания. На нашей лестнице раздался быстрый бег вниз японцев, которые хотели взломать дверь моей квартиры.

Японское оцепление быстро построилось в небольшую колонну и пошло преследовать эту цепочку партизан. Я взял револьвер, открыл дверь, взял под руку жену, и мы через несколько минут очутились во дворе кадетского корпуса…
Семья часто переезжала по месту работы отца. Жили в Улан-Удэ, Харькове, Киеве, Москве.
Братья — Валентин (1916) от первого брака П. П. Постышева с Анастасией Николаевной Коноваловой и Владимир (1922).
Среднюю школу Л. П. Постышев окончил в Киеве. Одновременно под руководством известного лётчика Н. А. Острякова занимался в киевском аэроклубе Осоавиахима. Первый самостоятельный полёт совершил школьником в 1935 году. В 1937 году окончил 2-ю военную школу лётчиков в Борисоглебске. Военную службу начал лётчиком-истребителем в 7-й истребительной авиационной бригаде, расположенной в Люберцах под Москвой

### В годы «Большого террора»
В начале февраля 1938 года Л. П. Постышев присутствовал на одном из премьерных показов кинофильма «Волочаевские дни» вместе с родителями, которым некоторые эпизоды сценария напомнили их революционную молодость. Позднее Л. П. Постышев вспоминал сказанные после этого просмотра слова отца: «Если о нас, партизанах-дальневосточниках, народ слагает песни, снимает кинофильмы, значит дело своё мы сделали неплохо, жизни свои отдали и прожили не напрасно».
Через считанные дни — 21 февраля 1938 года П. П. Постышев и Т. С. Постоловская были арестованы в Москве в своей квартире в правительственном «Доме на набережной». Вместе с ними был арестован старший брат Валентин, курсант авиационного училища в Ейске.
Летом 1938 года Леонида Постышева отстранили от полётов. В начале августа он и младший брат Владимир были арестованы.
26 августа 1938 года Военная коллегия Верховного Суда СССР приговорила Т. С. Постоловскую к высшей мере наказания (расстрелу) за участие в контр-революционной террористической организации. В тот же день приговор был приведён в исполнение. 26 февраля 1939 года за участие в контр-революционной террористической организации и шпионаж расстреляли П. П. Постышева. Арестованный вместе с ними Валентин Постышев был отправлен на 5 лет на Колыму. В конце 1940 — начале 1941 года за отказ работать в нечеловеческих условиях он был расстрелян в особорежимном лагерном пункте Оротукан, известном массовыми расстрелами и захоронениями.
Особым совещанием при НКВД СССР 15 апреля 1939 года Л. П. Постышев как социально опасный элемент был приговорён к заключению на 10 лет в исправительно-трудовом лагере. Был отправлен на север Коми АССР в Ухто-Ижемский лагерь. После окончания срока остался на севере вольнонаёмным. До смерти И. В. Сталина и реабилитации в 1955 году работал нормировщиком на строительных объектах вдоль тракта Ухта-Крутая.

### После реабилитации
В годы вынужденных занятий нормированием труда — инструментом оптимизации производственных издержек строек ГУЛАГа — Л. П. Постышев начал интересоваться теоретическими проблемами экономики, что определило направление его деятельности по возвращении в Москву. Совмещал работу в Институте экономики АН СССР с учёбой на экономическом факультете. В 1957 году участвовал в институтском научном семинаре, на котором известный ленинградский математик и экономист Л. В. Канторович выступал с докладом об использовании математических методов в планировании. Несмотря на то, что большинство участников обсуждения, придерживавшихся принятых подходов к директивному управлению экономикой, скептически отнеслись к перспективным идеям одного из создателей линейного программирования, Л. П. Постышев считал возможным применение этих идей в рамках марксистской плановой экономики.
Практический опыт и изучение традиционных экономическими механизмов ценообразования побудили его заняться созданием математических алгоритмов для их расчётов. Это привело Л. П. Постышева в группу математиков, работавших на одной из первых отечественных вычислительных машин М-2, построенной под руководством И. С. Брука. В конце 1950-х годов он был принят на работу в Институт электронных управляющих машин (ИНЭУМ АН СССР), экономический отдел которого в эти годы годы приступил к разработке и внедрению методологии использования ЭВМ в целях совершенствования планирования в экономике.
Доктор экономических наук, профессор В. Д. Белкин называл имя Л. П. Постышева наряду с Л. В. Канторовичем и В. А. Волконским в числе ведущих учёных — представителей экономико-математического направления, которые заинтересовались проблемой соотношения цены и эффективности (нормы прибыли) оптимального плана.
В 1964 году Л. П. Постышев возглавил сектор методологии экономико-математических исследований Института экономики АН СССР. В поле зрения его научных интересов было изучение возможности моделирования на ЭВМ совместимости механизмов плановой и рыночной экономик. В 1972 году защитил диссертацию «Методологические вопросы оптимального моделирования экономики на основе теории трудовой стоимости». Кандидат экономических наук. Член Совета по ценообразованию Отделения экономических наук АН СССР.
В 1970-х годов перешёл на работу в Академию общественных наук при ЦК КПСС. Старший научный сотрудник. Был известен плодотворной деятельностью в подготовке научных кадров.
Активный участник исследования практических аспектов постперестроечных реформ экономики и социальной сферы и пропагандист новой экономической теории, адекватной условиям XXI века. Был одним из разработчиков методологии стоимостной оценки вклада интеллектуальной собственности в формировании прибыли производства или оказания услуг.
Умер 1 сентября 2008 года в Москве.

## Научные публикации
Постышев Л. П. Объективные критерии оценки предложенных методов измерения общественно необходимых затрат труда // Общественно необходимые затраты труда, себестоимость и рентабельность. (Материалы первой расширенной сессии Научного совета по проблемам ценообразования. 30 окт. — 2 нояб. 1962 г.) — М.: АН СССР, 1963. — 422. — С .108-119
- Постышев Л. П. Моделирование на ЭВМ перспективного межотраслевого баланса с целью сопоставления различных концепций планового ценообразования (Тезисы доклада) — М.: АН СССР. Отд-ние экон. наук. Науч. совет по проблемам ценообразования, 1963. — 18 с.
- Постышев Л. П. Трудовая теория стоимости и оптимальное планирование // Коммунист. 1967. № 3.
- Постышев Л. П. Моральный износ и его учет в плановом ценообразовании и динамических моделях // Вопросы экономики. 1971. № 2.
- Постышев Л. П. Основы экономико-математического моделирования. В 3 ч. Ч. 1. Векторно-матричные балансовые модели и методы — М.: АОН, 1979. — 152 с.
- Постышев Л. П. Экономическая наука и математическое моделирование // Вопросы теории и жизнь. Сб. статей, № 8 — М.: 1987. — С. 104—111[~ 2].
- Постышев Л. П., Лумпов А. И., Лумпов А. А. Виртуальный капитал и оценка объектов интеллектуальной собственности // Труды пятнадцатой международной конференции: «Проблемы управления безопасностью сложных систем». Ч. 1 — М.: РГГУ, 2007. — 354 с. — С. 187—190.
- Постышев Л. П., Лумпов А. И., Лумпов А. А. КАПОНИС-технология и ее применение для стоимостной оценки объектов интеллектуальной собственности при выполнении НИОКР различного типа и назначения // Духовная Россия и Интернет — М.: Издательская группа URSS, 2009. −576 с. ISBN 978-5-9710-0236-9.

## В память об отце
В 1955 году по его заявлению Прокуратурой СССР было проверены материалы дела отца. По результатам проверки в записке переданной в ЦК КПСС сообщалось, что

«показания» Постышева о его контрреволюционной деятельности на Украине и связях с японской разведкой не нашли своего подтверждения и, как установлено в настоящее время, они были сфальсифицированы органами НКВД.

Приговор Военной Коллегии Верховного Суда СССР был отменён. П. П. Постышев был реабилитирован и 26 июля 1955 года восстановлен в партии.
Несмотря на трагическую судьбу семьи, Л. П. Постышев, единственный выживший из пяти репрессированных её членов, разделял политические убеждения отца и в 1958 году вступил в КПСС.
Сначала от следователей во время допросов, а позднее из воспоминаний бывших заключённых Л. П. Постышев знал о пытках и моральных истязаниях, которым в тюрьме были подвергнуты родители. В печати и в выступлениях по телевидению он пытался исполнить завет отца, который верил, что правда о нём когда-нибудь выйдет наружу и накануне своего ареста просил сына: «Если тебе удастся дожить до тех дней, передай моим товарищам по партии, что я до последних своих дней, до последнего своего смертного часа оставался большевиком-ленинцем и всегда знал и верил в нашу окончательную победу!».
Памяти отца посвящены его публикации:
- Об отце[30].
- «Нельзя правду предавать ни при каких обстоятельствах» // Советская Россия, 1988, 5 июня. — № 130 (9681)
- Из уходящего прошлого // Факел. Историко-революционный альманах — М.: Политиздат, 1989. — 255 с. — С. 201—212

## Комментарии
1. ↑  Одновременно к заключению на 5 лет в исправительно-трудовом лагере, как член семьи изменников Родины, был приговорён его 16-летний брат Владимир. После окончания срока Владимир Постышев был снова арестован и приговорён ещё к 10 годам. Вернулся из сибирских лагерей инвалидом.
2. ↑  Статья впервые была опубликована в газете «Правда», 19 сентября 1986 года.
3. ↑  Младший брат Владимир, арестованный школьником, вышел на свободу после 15 лет сибирских лагерей инвалидом и вскоре умер.